# Frank Odberg
Frank Olof Odberg (* 1. März 1879 in Gent; † 1917) war ein belgischer Ruderer, der im Achter aktiv war.
Er trainierte im Koninklijke Roeivereniging Club Gent. Bei den Olympischen Sommerspielen 1900 in Paris konnte er mit seinem Team die Silbermedaille im Achter-Bewerb holen. Außerdem gewann er mit dem Team den Titel im Achter bei den Europameisterschaften 1898 und 1900.